# إليس غاردنر
إليس غاردنر (بالإنجليزية: Ellis Gardner)‏ هو لاعب كرة قدم أمريكية أمريكي، ولد في 16 سبتمبر 1961 في تشاتانوغا في الولايات المتحدة.

## وصلات خارجية
- إليس غاردنر على موقع مرجع كرة القدم المحترفة.كوم (الإنجليزية)